# Yong'an (socken i Kina, Sichuan)
Yong'an (kinesiska: 永安乡, 永安) är en socken i Kina. Den ligger i provinsen Sichuan, i den sydvästra delen av landet, omkring 390 kilometer sydväst om provinshuvudstaden Chengdu. Antalet invånare är 6 086. Befolkningen består av 2 890 kvinnor och 3 196 män. Barn under 15 år utgör 31 %, vuxna 15-64 år 62 %, och äldre över 65 år 6,0 %.
Genomsnittlig årsnederbörd är 1 211 millimeter. Den regnigaste månaden är juli, med i genomsnitt 275 mm nederbörd, och den torraste är januari, med 5 mm nederbörd.